# 波茨坦 (紐約州村)
波茨坦（英語：Potsdam）是位於美國紐約州聖羅倫斯縣的村。

## 人口
根據2020年美國人口普查的數據，波茨坦的面積為14.02平方千米，當中陸地面積為12.74平方千米，而水域面積為1.28平方千米。當地共有人口13676人，而人口密度為每平方千米975人。